# Automobiles Mineur
Automobiles Mineur war ein belgischer Hersteller von Automobilen.

## Unternehmensgeschichte
Henri Mineur leitete das Unternehmen mit Sitz an der Rue du Vieux Pont 3 in Marchienne-au-Pont. Er stellte im Dezember 1924 auf dem Brüsseler Automobilsalon Fahrzeuge aus und begann mit der Produktion von Automobilen. Der Markenname lautete Mineur. 1925 endete die Produktion.

## Fahrzeuge
Das Unternehmen stellte Fahrzeuge auf der Basis des Ford Modell T her. Das Fahrgestell wurde ersetzt, die Radaufhängungen verändert und der Kühlergrill V-förmig ausgeführt. Angeboten wurden viertürige Limousinen und Tourenwagen. Die Karosserien entstanden nach den Idéale-Patenten der Établissements J. Gouttière.